# يوسف آدم
يوسف آدم محموج (مواليد 12 سبتمبر 1972) هو لاعب كرة قدم سابق قطري من أصول صومالية و مدرب كرة قدم حالياً يدرب النادي الأهلي القطري .

## مسيرته الكروية
لعب مع أندية الغرافة و الشمال و أم صلال و مثل منتخب قطر في كأس آسيا 2000 .

## مسيرته التدريبية
درب منتخب الصومال و أندية مسيمير و الشحانية و الجيش و الأهلي و مساعد مدرب في نادي أم صلال و منتخب قطر تحت 20 سنة و يدرب حالياً النادي الأهلي .

## روابط خارجية
- يوسف آدم على موقع قاعدة بيانات كرة القدم.إي يو (الإنجليزية)
- يوسف آدم على موقع ناشيونال فوتبول تيمز (الإنجليزية)
- يوسف آدم على موقع Soccerway.com (الإنجليزية)
- يوسف آدم على موقع أوليمبيديا (الإنجليزية)

يوسف آدم